# Oblast' di Kiev
L'oblast' di Kiev (in ucraino Київська область?, Kyïvs'ka oblast') è una oblast' dell'Ucraina centrale. La zona è detta anche Kyïvščyna (ucraino: Київщина).
La città di Kiev è il capoluogo della regione omonima e di questa ospita le strutture amministrative; ciononostante la città di Kiev ha uno status speciale per cui non è sotto la giurisdizione di alcuna regione.

## Geografia fisica

### Territorio
L'oblast' di Kiev si estende su una superficie di 28100 km² fra l'Ucraina centrale e settentrionale e confina con:
- Ovest: Oblast' di Žytomyr
- Sud-ovest: Oblast' di Vinnycja
- Sud: Oblast' di Čerkasy
- Sud-est: Oblast' di Poltava
- Est-nord-est: Oblast' di Černihiv
- Nord: Bielorussia, Voblasc' di Homel'

Pur trovandosi all'interno dell'oblast' di Černihiv, la città di Slavutyč è un'enclave appartenente all'oblast' di Kiev.
La provincia è approssimativamente divisa in due dal fiume Dnepr. Altri fiumi importanti sono tutti affluenti del Dnepr:
- Affluenti di sinistra: Desna, Trubiž
- Affluenti di destra: Pryp"jat', Teteriv, Irpin', Ros.

Il Dnepr scorre lungo il territorio di questa provincia per 246 km. Circa 177 fiumi di varia grandezza la percorrono; vi sono poi 13 serbatoi di piena (i più grandi quelli di Kiev e di Kaniv, più di 2 000 stagni e circa 750 piccoli laghi.

### Clima
Il clima dell'oblast' di Kiev è quello caratteristico della zona paludosa della Polesia e delle vicine foreste: continentale con inverni relativamente miti ed estati calde.
Le temperature variano fra i −6 °C di gennaio e i 19 °C di luglio.

### Vegetazione
Nell'oblast' di Kiev vi sono montagne basse e pendii che terminano sulla riva destra del fiume Dnepr. Tutta l'area è delimitata da una cintura continua di verde e foreste. L'area verde dell'oblast' è vasta 436 km²; sono presenti circa 250 varietà diverse di alberi.

## Storia
L'oblast' di Kiev fu istituita ufficialmente come parte della Repubblica Socialista Sovietica Ucraina il 27 febbraio 1932.
Gli attuali confini sono stati tracciati in seguito all'incidente di Černobyl' del 1986. La nuova città di Slavutyč, costruita entro l'oblast' di Černihiv, fu assegnata amministrativamente all'oblast' di Kiev (vedi Exclave più sotto).
Le antiche suddivisioni amministrative che confluirono a formare l'oblast' furono:
- il Voivodato di Kiev, appartenente alla Confederazione polacco-lituana,
- il Granducato di Lituania, e
- il Governatorato di Kiev, appartenente all'Impero russo.

La parte settentrionale dell'oblast' appartiene alla regione storico-geografica della Polesia.

## Geografia antropica

### Suddivisioni amministrative

#### I distretti
Dal 18 luglio 2020, l'oblast' di Kiev è suddivisa in 7 distretti:
- Distretto di Bila Cerkva (Bila Cerkva)
- Distretto di Boryspil' (Boryspil')
- Distretto di Brovary (Brovary)
- Distretto di Buča (Buča)
- Distretto di Fastiv (Fastiv)
- Distretto di Obuchiv (Obuchiv)
- Distretto di Vyšhorod (Vyšhorod)

I dati che seguono mostrano il numero di ogni tipo di suddivisione amministrativa:
- Distretti: 7
- Città: 26
- Insediamenti rurali: 30
- Villaggi: 1 127

#### Situazione antecedente il 2020
- Distretti: 25
- Città: 26
- Insediamenti: rurali 30
- Villaggi: 1 127

#### Le exclave
- Slavutyč: il territorio della città di Slavutyč (costituito nel 1986) è collocato completamente al di fuori dell'oblast' di Kiev; si trova infatti entro i confini dell'oblast' di Černihiv, sulla riva sinistra del Dnepr; ciononostante è amministrativamente dipendente dall'oblast' di Kiev essendone quindi una exclave.
- Kocjubins'ke: il territorio di Kocjubins'ke è collocato interamente entro i confini della città di Kiev, ma dipende amministrativamente dall'oblast' di Kiev (la città di Kiev è amministrativamente indipendente dall'omonima oblast').

#### La zona di Černobyl'
Il confine nord-occidentale dell'oblast' è parte della cosiddetta zona di alienazione, ovvero di quella zona ad alto rischio per avvelenamento da radiazione in seguito al famoso incidente nucleare di Černobyl' del 1986. Le zone interessate sono i dintorni delle città di Černobyl' e di Pryp"jat', città fantasma. La città di Slavutyč è sorta in breve tempo dopo l'incidente al di fuori della zona per ospitare i cittadini di Pryp"jat' e gli addetti alla ex-centrale.

#### Città importanti
- Bila Cerkva – centro industriale, città storica
- Brovary – importante centro industriale
- Boryspil' – sede del maggiore Aeroporto Internazionale dell'Ucraina
- Fastiv – importante nodo ferroviario, centro industriale
- Irpin'-Buča-Vorzel' conurbazione di diversi paesi
- Perejaslav – città di interesse storico
- Slavutyč – costruita nel 1986 ospita gli ex-abitanti di Pryp"jat' addetti all'impianto nucleare di Černobyl'
- Vasyl'kiv – centro industriale e sede di un'importante base aeronautica.
- Vyšhorod – sede della centrale idroelettrica di Kiev